# Cymatoica undulata
Cymatoica undulata är en musselart som beskrevs av Sylvanus Charles Thorp Hanley 1844. Cymatoica undulata ingår i släktet Cymatoica och familjen Tellinidae. Inga underarter finns listade i Catalogue of Life.